# Суховільська сільська рада (Бродівський район)
Суховільська сільська рада — орган місцевого самоврядування у Бродівському районі Львівської області з адміністративним центром у селі Суховоля.

## Розташування
Суховільська сільська рада розташована в східній частині Львівської області, в півднно-східному напрямі від районного центру міста Броди.

## Загальні відомості
Суховільська сільська рада в 1939 року. Населення — 1610 осіб.
Загальна територія Суховільської сільської ради — 3660,1 га.

## Населені пункти
Сільській раді підпорядковані 3 населених пункти.
| № | Назва населеного пункту | Населення | Площа, км² | Густота населення | Дата заснування |
| - | ----------------------- | --------- | ---------- | ----------------- | --------------- |
| 1 | с. Суховоля             | 1192      | 4,126      | 288,9             | 1852            |
| 2 | с. Бучина               | 123       | 1.297      | 94.830            | 600             |
| 3 | с. Салашка              | 295       | 1,726      | 170,92            | 600             |

## Склад ради
Рада складається з голови та 14 депутатів.

### Керівний склад ради
| ПІБ                         | Основні відомості | Дата обрання | Дата звільнення |
| --------------------------- | --- | ------------ | --------------- |
| Сахнюк Ігор Омелянович      | Сільський голова, 1948 р.н., безпартійний | 26.03.2006   | 31.10.2010      |
| Добрянська Тетяна Йосипівна | Сільський голова, 1973 р.н., освіта незакінчена вища, Всеукраїнське об'єднання «Батьківщина»                                                                                            | 31.10.2010   | 25.10.2015      |
| Добрянська Тетяна Йосипівна | Сільський голова, 1973 р.н., освіта професійно-технічна, член політичної партії Всеукраїнське об’єднання «Батьківщина», Суховільська сільська рада, Голова Суховільської сільської ради | 25.10.2015   |                 |

Примітка: таблиця складена за даними джерела